# David Akiba
David Akiba (7. října 1940 – 24. srpna 2019) byl americký fotograf a lektor, který žil a pracoval v Bostonu, nejznámější díky své krajinářské fotografii.

## Mládí
Při narození se jmenoval David Cohen, ale když byl mladý, změnil své jméno, protože v místě už existoval jiný fotograf s tímto jménem. Narodil se v Bostonu, ale vyrostl ve Winthropu v Massachusetts.

### Vzdělání
V roce 1961 získal vysokoškolské vzdělání na University of Massachusetts Amherst. Fotografování se začal aktivně věnovat v roce 1969. Studoval s Harrym Callahanem a Aaronem Siskindem na Rhode Island School of Design, kde v roce 1973 získal magisterský titul v oboru výtvarných umění.

## Kariéra
Věnoval se více fotografickým stylům, jak dokumentární fotografii, tak i manipulovaným obrazům, když znovu fotografoval své vlastní vyvolané fotografie a poté pomocí kopírovacích strojů vytvářel zkreslení, které zvýšilo emoční obsah díla.
V roce 1985 získal Akiba grant MassProductions na fotografování parkového systému Emerald Necklace Frederick Law Olmsted po dva roky a jakmile byla práce dokončena, uspořádal řadu tematických výstav.
V roce 2005 dokončil Akiba dílo Through the Lens: A Separate Journey, které je fotografickým deníkem jeho syna Jonaha, který se stal chasidským Židem poté, co byl vychován v ateistické domácnosti, a ukazuje dopad této transformace na Davida a jeho syna Daniela. Před několika lety vytvořil Daniel kriticky uznávaný krátký dokument s názvem My Brother's Wedding, ve kterém se objevilo několik z fotografií jeho otce Davida Akiba. Po promítání videa uspořádali několik společných výstav Davidových rodinných fotografií.
Jeho práce byla vystavena v galeriích v Bostonu a po celém světě a v současné době je součástí několika stálých sbírek, včetně sbírek Bostonského muzea výtvarného umění, Fogg Art Museum, Centrum pro kreativní fotografii, Muzeum DeCordova, Brooklynské muzeum a další.
Snímky Akiba ze společnosti Massachusetts Bay Transportation Authority byly zařazeny do fotografické knížky Images of Rail: Boston's Orange Line. Tyto fotografie pocházely z roku 1985, kdy byl vybrán jako jeden z pěti fotografů, kteří před plánovanou demolicí z roku 1988 fotografovali Elevated Orange Line mezi Forest Hills a centrem Bostonu.
Akibova práce je součástí projektu Sinclaira Hitchingse Art in Boston, který je sbírkou uměleckých děl a referenční knihovnou pro umění spojené s Bostonem.
Vyučoval na částečný úvazek na Babson College, Emerson College a New England School of Photography.

## Osobní život
David měl šest dětí ze dvou manželství. Žil poblíž Jamajky Plain v Bostonu se svou ženou Jane (rozené Levin). Jane je portrétní fotografka a také vyučuje na Emerson College.
Davidův syn Isaac Akiba je v současné době členem bostonského baletu a stal se prvním v bostonském veřejném školním tanečním programu, kdo se dostal do elitní baletní skupiny. David vytvořil sérii fotografií inspirovanou tanečníky.